# Mimodorus pseudundatus
Mimodorus pseudundatus är en insektsart som beskrevs av Rauno E. Linnavuori 1959. Mimodorus pseudundatus ingår i släktet Mimodorus och familjen dvärgstritar. Inga underarter finns listade i Catalogue of Life.